# Garics János
Garics János (Tiszapüspöki, 1928. január 1. – Budapest, 1984. május 5.) magyar színész, rendezőasszisztens.

## Élete
Az Ifjúsági Színház ösztöndíjasa volt a Színház- és Filmművészeti Főiskola hallgatójaként, 1951 augusztusától. A diploma megszerzése után 1953-ban a kecskeméti Katona József Színházhoz szerződött. 1958-tól kisebb megszakításokkal a Madách Színház társulatának művésze volt haláláig. 1961-ben a Bartók Teremben, 1958-ban és 1964-ben a Bartók Gyermekszínházban szerepelt. 1958-ban, 1961-ben és 1964-ben az Irodalmi Színpad több előadásában játszott főszerepeket. Jeles karakteralakításai mellett A Szabó család című népszerű rádiósorozat Laciját is életre keltette.

## Fontosabb színpadi szerepei
- Shakespeare: Othello....Gratiano, Brabantio testvére
- Shakespeare: Hamlet....Fortinbras, norvég királyfi
- Shakespeare: Ahogy tetszik....Amiens, nemes a herceg kíséretében
- Friedrich Schiller: Ármány és szerelem....Ferdinand
- Molière: A fösvény....Valér
- Molière: Az úrhatnám polgár....2. lakáj
- Carlo Goldoni: A fogadósné....Pincér
- Anton Pavlovics Csehov: Ványa bácsi....Jefim
- Gogol: Holt lelkek....Egészségügyi felügyelő
- Makszim Gorkij: Éjjeli menedékhely....Ferdenyakú, rakodómunkás
- Nyikolaj Alekszejevics Osztrovszkij: Az acélt megedzik....Technikus a rádiótól
- Heinrich von Kleist: Amphitryon....Photidas
- Edmond Rostand: Cyrano de Bergerac....De Neuvilette Christian
- Id. Alexandre Dumas: A kaméliás hölgy....Gaston Rieux
- Erich Maria Remarque: Az utolsó állomás....Maurer
- Bertolt Brecht–Kurt Weill: Koldusopera....Tojás Ede
- George Bernard Shaw: Brassbound kapitány megtérése....Marzo
- G. B. Shaw: Szent Johanna....La Hire kapitány
- Bertolt Brecht: Kurázsi mama....Verbuváló
- Eugène Scribe: Sakk-matt....Vicomte de Torcy, XIV. Lajos követe
- Charles Dickens: Twist Olivér....Toby
- Charles Dickens: Copperfield Dávid....Bunderbay
- Oscar Wilde: Lady Windermere legyezője ....Mr. Graham
- Alfred de Musset: Lorenzaccio....Pietro Strozzi
- Karel Čapek: A rabló....A vadász
- James Fenimore Cooper: Az utolsó mohikán....Magua, irokéz főnök
- Agustín Moreto y Cavana: Donna Diána....Don Luis, Béarne hercege
- Ronald Millar: Abelard és Heloise....Clairvauxi Bernát
- Friedrich Wolf: Mamlock professzor....Sebesült munkás
- Herman Wouk: Zendülés a Caine hajón....Willis Keith alhadnagy, a vád tanúja
- Agatha Christie: Eszményi gyilkos....Julian Ferrar
- Agatha Christie: Az egérfogó....Giles
- Giulio Scarnacci–Renzo Tarabusi: Kaviár és lencse....Raimondo
- Dario Niccodemi: Tacskó....Toto Sacchi, mérnök
- Henry Keroul Albert Barré: Léni néni....Pitois közjegyző, Vén tudós
- Schönthan testvérek–Kellér Dezső–Horváth Jenő–Szenes Iván: A szabin nők elrablása....Borszéki
- Thornton Wilder: Hosszú út....Henry
- Vera Fedorovna Panova: Búcsú a fehér éjszakától....Viktor
- Konsztantyin Fjodorovics Iszajev: Nem magánügy....Djuzsikov
- Lev Iszajevics Szlavin: Örvény....Mackó
- Oldřich Daněk: Szemtől szembe....Bohus
- Peter Karvaš: Éjféli mise....Marian
- Bán Pál: Feleség kis hibával....Bán Pál
- Bródy Sándor: A medikus....Nagyfejeő
- Bródy Sándor: A szerető....De Robidde-Rotta
- Csizmarek Mátyás: Bújócska....Gönczöl Feri
- Emőd Tamás: A nő meg az ördög....Brunó
- Emőd Tamás: Egy kis chanson....Vicomte
- Erdélyi Lukács: Későn....Sulyok László
- Gárdonyi Géza - Szinetár György: Egri csillagok....Szegfü András
- Gergely Márta: Száz nap házasság....Miklós
- Görgey Gábor: Noé....Első ácssegéd
- Hegedüs Géza: Mátyás király Debrecenben....Osváth
- Heltai Jenő: A néma levente....Beppo
- Hubay Miklós: Álomfejtés....Horthy Miklós szárnysegéd
- Hubay Miklós: Néró játszik - a fenevad hét komédiája....Pallas
- Huszka Jenő: Gül Baba....Ali baba
- Illés Endre: Spanyol Izabella....Don Antonio
- Illés Endre: Homokóra....Ólmos
- Jékely Zoltán: Mátyás király juhásza....Mátyás király
- Jókai Mór: A kőszívű ember fiai....Richárd; Pallwitz Ottó
- Jókai Mór: Az aranyember....Kanizsa őrnagy
- Karinthy Frigyes - Szendrő Ferenc: Martinovics....Regélő
- Katona József: Bánk bán....Ottó
- Kállai István: Élni tudni kell!....Tibi
- Kosztolányi Dezső: A lovag meg a kegyese....A lovag
- Mikszáth Kálmán: Két koldusdiák....II. Rákóczi Ferenc
- Mikszáth Kálmán: A szelistyei asszonyok....Hunyadi Mátyás
- Mikszáth Kálmán: A beszélő köntös....Gyuszi, bojtár
- Molnár Ferenc: A doktor úr....Második rendőr
- Móricz Zsigmond: A murányi kaland....Iványi Fekete László
- Móricz Zsigmond: Nem élhetek muzsikaszó nélkül....Balázs
- Móricz Zsigmond: Pacsirtaszó....Miska
- Móricz Zsigmond: Pillangó....Jóska
- Móricz Zsigmond: Légy jó minhalálig....Kisznyai; János úr
- Müller Péter: Szemen szedett igazság....Claude Maurice, tűzoltóparancsnok
- Németh László: Bodnárné....Dodó
- Örsi Ferenc: Fekete ventillátor....Az ügyész
- Sarkadi Imre: Elveszett paradicsom....Gábor
- Sós György: A pék....Feri
- Sós György: Pettyes....Fóti
- Szabó Magda: A meráni fiú....Az országbíró
- Szabó Lőrinc: Testvérsiratók....Első gályarab
- Szász Péter: Két találkozás....Namara
- Szerb Antal: Ex....Harry Steel, újságíró
- Szép Ernő: Lila ákác....Szép Lezsi, balettmester
- Szomory Dezső: II. Lajos Király....Báthory nádor
- Szomory Dezső: Hermeli....Szűcs Mihály
- Tabi László: Esküvő....Tibor, Baranyay Burgerék fia
- Tamási Áron: Csalóka szivárvány....János, szolgalegény Czintosná
- Tamási Áron: Énekes madár....Katolikus pap
- Török Rezső: Lányok a Dunán....Kovács Pál
- Török Tamás: Az eltüsszentett birodalom....1. poroszló
- Babay József: Három szegény szabólegény....Szijjártó Szilárd

## Filmjei
- Erkel – 1952
- Föltámadott a tenger – 1953
- Kölyök – 1959
- A harminckilences dandár – 1959
- Szombattól hétfőig – 1959
- Két emelet boldogság – 1960
- Alázatosan jelentem – 1960
- Alba Regia – 1961
- Májusi fagy – 1962
- A Tenkes kapitánya (tv-sorozat) – 1963
- Fotó Háber – 1963
- A szélhámosnő – 1963
- Négy lány egy udvarban – 1964
- Másfél millió – 1964
- Fény a redőny mögött – 1966
- Sok hűség semmiért – 1966
- Kárpáthy Zoltán – 1966
- Büdösvíz – 1966
- Az özvegy és a százados – 1967
- Az utolsó kör – 1968
- Egri csillagok – 1968
- Házasodj, Ausztria! (TV-film) – 1970
- Rózsa Sándor (TV-minisorozat) – 1971
- Madárkák – 1971
- Villa a Lidón (TV-minisorozat) – 1971
- Egy óra múlva itt vagyok… (Tv-sorozat) – 1971
- Öt férfi komoly szándékkal (tévéfilm) – 1972
- Különös vadászat (TV-minisorozat) – 1972
- Sólyom a sasfészekben (Tv-minisorozat) – 1973
- Az ördög cimborája (tévéfilm) – 1973
- Hatholdas rózsakert – 1973
- Aranyborjú (TV-minisorozat) – 1974
- Illatos út a semmibe – 1974
- Felelet (tv-sorozat) – 1975
- KapupéNz (tévéfilm) – 1975
- Megtörtént bűnügyek (tv-sorozat) – 1976
- Fekete gyémántok – 1976
- Sir John Falstaff (tévéfilm) – 1977
- Galilei (TV-film) – 1977
- Mire megvénülünk (TV-minisorozat) – 1978
- Bodnárné (TV-film) – 1978
- Családi kör (tv-sorozat) – 1980
- A Pogány Madonna – 1980
- Széchenyi napjai (TV-minisorozat) – 1985

## Szinkron munkái
- Az utolsó milliárdos (Le Dernier milliardaire) [1934]
- Szentivánéji álom (A Midsummer Night's Dream) [1935]
- Szajna-parti szerelem (La Belle équipe) [1936] .... Charles (Charlot) (Charles Vanel)
- Hófehérke és a hét törpe (Snow White and the Seven Dwarfs) [1937] .... Hapci
- A nagy ábránd (La Grande illusion) [1937]
- Modern Pimpernel ('Pimpernel' Smith) [1941]
- Nehéz professzornak lenni (The Black Sheep of Whitehall) [1942] .... Bobby Jessop (John Mills)
- Kék rapszódia (Rhapsody in Blue) [1945]
- A nagy Flamarion (The Great Flamarion) [1945] .... Al Wallace (Dan Duryea)
- Az éjszaka kapui (Les portes de la nuit) [1946] .... Guy Sénéchal (Serge Reggiani)
- Hajnali levél (Una lettera all'Alba) [1948] .... Mario Maggi (Jacques Sernas)
- A tanú hallgat (For Them That Trespass) [1949] .... Christopher Drew (Stephen Murray)
- Francis (Francis) [1950] .... Plepper ezredes (Eduard Franz)
- Hamupipőke (Cinderella) [1950] .... A királyfi
- A félelem bére (Le salaire de la peur) [1953]
- Kenyér, szerelem, fantázia (Pane, amore e fantasia) [1953] .... Borbély (Checco Rissone)
- Sárga léggömb (The Yellow Balloon) [1953] .... Len Turner (William Sylvester)
- Betörő az albérlőm (The Ladykillers) [1955] .... Harry / 'Mr. Robinson' (Peter Sellers)
- A Delavine-ügy (The Delavine Affair) [1955] .... Rex Banner (Peter Reynolds)
- Kábítószer-razzia (Razzia sur la Chnouf) [1955]
- Légy szép és tartsd a szád! (Soi belle et tais-toi) [1958]
- Nyomorultak (Les Misérables) [1958] .... (Combeferre – Lanfer)
- A más asszonya (Croquemitoufle) [1959] .... Bernard Villiers (Gilbert Bécaud)
- Santa Lucia hercegnője (La duchessa di Santa Lucia) [1959]
- A sztyeppék csendjében (V stepnoy tishi) [1959] .... Fegya, a párttitkár (V. Balandin)
- Bátortalan szerelem (Alyoshkina lyubov) [1960] .... Szergej (Vladimir Gulyayev)
- Csirkefogók egyenruhában (Hauptmann – deine Sterne) [1960] .... Heini Haase (Peter Vogel)
- Egy katona meg egy fél (Un militare e mezzo) [1960] .... Giorgio (Terence Hill) (1. szinkronváltozat)
- Emberek a hídon (Lyudi na mostu) [1960] .... Odintsov (Vladimir Druzhnikov)
- A fehér csat (Bílá spona) [1960]
- A férfi és az asszonyok (L' homme à femmes) [1960] .... Vaillant felügyelő (Claude Rich)
- Kenyér és rózsák (Khleb i rozy) [1960] .... Petyka Tyelnihin (Eduard Bredun)
- Különleges megbízatás (Michman Panin) [1960] .... Pányin (Vyacheslav Tikhonov)
- Orvos válaszúton (Vsude zijí lidé) [1960] .... Mirek Vodák (Ivan Palec)
- 101 kiskutya (One Hundred and One Dalmatians) [1961] .... TV-bemondó
- Makrancos hölgy (Ukroshchenie stroptivoy) [1961] .... Lucentio (Vladimir Zeldin)
- Bűnös angyal (Greshnyy angel) [1962] .... Klimenkov (Yuri Medvedev)
- Előzés (Il sorpasso) [1962]
- Királyfi gyermekek (Königskinder) [1962] .... Jürgen (Ulrich Thein)
- Napfogyatkozás (L' Eclisse) [1962]
- Szombat esti tánc (Tanz am Sonnabend) [1962]
- Egy kis csibész viszontagságai (Bébert et l'omnibus) [1963]
- A halottak nem beszélnek (Tote reden nicht) [1963] .... Weber (Werner Toelke)
- Ruha teszi az embert (Kleider machen Leute) [1963] .... Vencel gróf (Hanns Lothar)
- Szemet szemért (Il Boom) [1963] .... Giovanni Alberti (Alberto Sordi)
- Szerelem a megfelelő idegennel (Love with the Proper Stranger) [1963] .... Anthony Columbo (Tom Bosley)
- A törvény balkeze (The Wrong Arm of the Law) [1963]
- Út az arénába (Tchanaparh depi krkes) [1963] .... Leonid (Leonid Yengibarov)
- Beszéljünk a nőkről (Se permettete parliamo di donne) [1964] .... Alfredo, a csábító (Walter Chiari)
- Élők és holtak (Zhivye i myortvye) [1964] .... Juszin, politikai tiszt (Roman Khomyatov)
- Félelem (Strach) [1964] .... Vargo rendőrfőhadnagy (Radoslav Brzobohatý)
- Hol a tábornok? (Gdzie jest general?) [1964] .... Waclaw Orzeszko (Jerzy Turek)
- A kém nyomában (Spotkanie ze szpiegiem) [1964] .... Kres százados (Zbigniew Zapasiewicz)
- Melyik úton járjak? (What a Way to Go!) [1964] .... Leonard `Lennie` Crawley (Dean Martin)
- Nehéz hűtlennek lenni (La difficulté d'être infidèle) [1964] .... Danny (Danny Boy)
- A tábornok kutyája (Der Hund des Generals) [1964] .... Előadjutáns (Hans-Dieter Asner)
- A Crossbow-akció (Operation Crossbow) [1965]
- Háború és béke – Andrej Bolkonszkij (Voyna i mir I: Andrey Bolkonskiy) [1965] .... Dolohov (Oleg Yefremov)
- Volt egyszer egy öregember... (Zhili-byli starik so starukhoy) [1965] .... Valentyin (Georgiy Martynyuk)
- Párizs augusztusban (Paris au mois d'août) [1966]
- Surcouf – Mennydörgés az Indiai-óceánon (Il grande colpo di Surcouf) [1966]
- Akit nagyon szeretnek (La bien-aimée) [1967] .... Jacques Forestier (Jean-Marc Bory)
- Halálfejesek (The Born Losers) [1967]
- Lagardere lovag kalandjai (Lagardère) [1967] .... Chaverny (Dominique Paturel)
- A bábu (Lalka) [1968]
- Jöttem, láttam, lőttem (I Tre che sconvolsero il West – vado, vedo e sparo) [1968] .... Garrito (Leo Anchóriz)
- 12+1 (12+1) [1969] .... Mario Beretti (Vittorio Gassman)
- A jégsziget foglyai (Krasnaya palatka) [1969]
- Mozigyilkos (The Movie Murderer) [1970] .... Karel Kessler (Robert Webber)
- Öreg rabló nem vén rabló (Stariki-razboyniki) [1971]
- Osceola (Osceola) [1971]
- Sátáni ötlet (Max et les ferrailleurs) [1971]
- Keresztül-kasul (Go for a Take) [1972] .... Jack Foster (Norman Rossington)
- Az Olsen-banda 04.: Az Olsen banda nagy fogása (Olsen-bandens store kup) [1972]
- Villámcsapás (Der Blitz – Inferno am Montblanc) [1972]
- Feleségem kalandjai (Aféry mé zeny) [1973]
- Két balláb az ezredben – avagy: Hogyan járultam hozzá Hitler bukásához (Adolf Hitler: My Part in His Downfall) [1973]
- Rejtelmes sziget (La isla misteriosa) [1973]
- A keselyű három napja (Three Days of the Condor) [1975]
- Sebzett madarak (Podranki) [1976] .... Gyenyisz Kuszkov, középső fivér (Aleksandr Kalyagin)
- Az elnök halála (Smierc prezydenta) [1977]